# سعيد التوماني
سعيد التوماني هو سياسي قمري، شغل منصب وزير الداخلية في عام 1975، وذلك عندما نالت جزر القمر استقلالها عن فرنسا،لكنه فقد المنصب عندما تولى علي صويلح الرئاسة، وفي 13 مايو 1978، تمكن من الإطاحة بعلي صويلح، لكنه ترأس الإدارة العسكرية السياسية في 10 أيام فقط،وبعد ذلك، عاد الرجلان اللذان مولا الانقلاب هما أحمد عبد الله عبد الرحمن ومحمد أحمد، اللذان نصّبا أنفسهما كرئيسين مشتركين،عندما تنحى عن منصبه،وأعادو تسمية البلاد إلى جمهورية جزر القمر الاتحادية الإسلامية.

## السيرة الذاتية
لا تتوفر معلومات كثيرة عنه، باستثناء العديد من أفراد عائلته، حيث أنه شقيق محمد بن جعفر المسيلي.